# Monolito de Pokotia
El Monolito Pokotia (también conocido como Monolito de Pokotia  o el Monumento Pokotia) es una estatua de piedra  excavada en el sitio preincaico de Pokotia, a 2 km Tiwanaku, en Bolivia. 
Actualmente el monolito está ubicado en el Museo de Metales Preciosos Precolombinos en la calle Jaén, en La Paz.

## Inscripciones
En diciembre de 2001, las inscripciones y los patrones en el frente y la parte posterior de la estatua fueron fotografiados por un equipo dirigido por el arqueólogo boliviano Bernardo Biadós.
Fotos de la estatua muestran un hombre de pie en posición vertical con los brazos a los costados. Parece estar parcialmente vestido, con una prenda de vestir -como taparrabos-, brazaletes y, posiblemente, un círculo o tocado. La cara está casi totalmente erosionada. Hay líneas como las costillas en el pecho. La estatua se rompe en los pies y en el cuello. Los símbolos se encuentran en la parte delantera de las piernas, por debajo de las manos y en los muslos. También los hay en la parte de atrás de la estatua.
Las inscripciones fueron interpretadas por el epigrafista estadounidense Clide Winters como escritura pictográfica proto-sumeriana. y se dice que se parecen a los que antes se encontraron en la  Fuente Magna. Las declaraciones de Winters han causado varias polémicas en el mundo arqueológico. En particular algunos arqueólogos tradicionales han declarado que fue imposible por los Sumerios viajar hasta la actual Bolivia.